# Cao Ngao Tào
Cao Ngao Tào (chữ Hán: 高敖曹; 491-538), vốn tên húy là Cao Ngang (chữ Hán: 高昂), tên tự là Ngao Tào, nhưng thường được gọi bằng tên chữ, dân tộc Hán, người huyện Tu, Bột Hải , đại tướng nhà Đông Ngụy thời Nam Bắc triều trong lịch sử Trung Quốc.

## Thiếu thời
Cao Ngao Tào xuất thân hào tộc, từ nhỏ đã có tráng khí, tính cách can đảm mạnh mẽ; sau khi trưởng thành, lại càng không câu nệ tiểu tiết, sức lực hơn người. Bắc Tề thư chép ông có thân thể khôi ngô hùng vĩ, mày rồng cổ báo.
Cha của ông là Cao Dực, tìm cho ông một thầy giáo nghiêm khắc, yêu cầu thầy giáo đừng ngại dùng roi vọt, nhưng ông bỏ trốn, còn nói rằng: "Nam nhi nên hoành hành thiên hạ, tự giành lấy phú quý, ai có thể ngồi xếp bằng đọc sách làm ông đồ già chứ?" Cao Dực thường nói với người khác rằng: "Thằng nhỏ này nếu không khiến cho nhà ta bị diệt tộc, thì nhất định sẽ làm cho nhà ta hưng thịnh." Vì tính cách của ông ngang ngược ngổ ngáo (chữ Hán: 昂藏敖曹, ngang tàng ngao tào) nên mới đặt tên cho ông là Ngang, tự là Ngao Tào.
Sau này, Cao Ngao Tào cùng anh cả là Cao Càn thường đi cướp bóc khắp nơi, quan lại của châu huyện đều không dám truy cứu. Hai người tiêu sạch cả gia sản, tụ tập khách khứa có võ nghệ, người trong làng e ngại, không dám trái ý bọn họ. Cao Càn cầu hôn con gái của người Bác Lăng là Thôi Thánh Niệm, nhưng bị cự tuyệt, hai người bèn cướp lấy cô gái ấy đem về. Đến bên ngoài thôn, Cao Ngao Tào nói với Cao Càn: "Sao không làm lễ ở đây?" Thế là Cao Càn ngủ với cô gái ấy ở đó rồi mới đưa về nhà.
Vì hai người thường đi cướp bóc khắp nơi mà cha của họ bị liên lụy, nhiều lần bị giam vào ngục, chỉ nhờ gặp dịp đại xá mới được ra ngoài. Cao Dực có bốn con trai là Cán, Thận, Ngao Tào và Quý Thức, nên thường nói với mọi người: "Tôi có 4 đứa con trai đều không nên người, không biết sau khi tôi chết có ai đắp cho tôi được một thuổng đất nào không?" Sau khi Cao Dực mất, Cao Ngao Tào làm một phần mộ lớn, rồi nói: "Ông già ơi, ông khi còn sống sợ không được một thuổng đất nào, nay bị chôn dưới đất, còn muốn làm người chăng?"

## Sự nghiệp

### Hưởng ứng Cát Vinh, báo ơn Hiếu Trang
Tháng 6 năm Kiến Nghĩa thứ nhất (528), Cao Cán và Cao Ngao Tào tụ tập lưu dân ở khoảng Hà, Tế, hưởng ứng khởi nghĩa Cát Vinh, rồi nhận quan tước của ông ta, nhiều lần đánh bại quân đội Bắc Ngụy. Do Cao Cán cùng Bắc Ngụy Hiếu Trang Đế có quen biết từ trước, nên phụng chỉ quy hàng. Cao Ngao Tào được phong làm Vũ Thành huyện bá, thực ấp 500 hộ. Nhĩ Chu Vinh không muốn tiếp nhận anh em họ Cao, hai người biết được, bèn chủ động giải quan về nhà.
Anh em họ Cao ở trong làng ngầm tụ tập dũng sĩ, tiếp tục cướp bóc. Nhĩ Chu Vinh biết được, bèn bí mật lệnh cho thứ sử Nguyên Trọng Tông lừa bắt Cao Ngao Tào, đem giam chung với Tiết Tu Nghĩa ở Tấn Dương.
Tháng 9 năm Vĩnh An thứ 3 (530), Nhĩ Chu Vinh vào Lạc Dương, Cao Ngao Tào cũng bị áp giải theo quân, giam trong chuồng gia súc. Trong tháng ấy, Bắc Ngụy Hiếu Trang Đế giết chết Nhĩ Chu Vinh, ông được phóng thích. Gia tộc họ Nhĩ Chu biết tin dữ, khắp nơi khởi binh, vây đánh đô thành Lạc Dương. Bắc Ngụy Hiếu Trang Đế tự mình đến cửa Đại Hạ tiến hành chỉ huy, khi ấy Cao Ngao Tào vừa được thả ra, cảm ơn Hiếu Trang Đế, bèn mặc giáp cầm giáo, xông thẳng vào quân địch. Ông cùng với các cháu trai như Cao Trường Mệnh… soái quân tiến lên, đến đâu giặc tan đến đấy, Hiếu Trang Đế nhìn theo cũng không kịp.
Hiếu Trang Đế lập tức lấy Cao Cán làm Hà Bắc đại sứ, Cao Ngao Tào làm Trực Các tướng quân, thưởng cho 4000 xúc lụa. Vì muốn chiêu binh mãi mã, chống lại lực lượng tăng viện của họ Nhĩ Chu, Hiếu Trang Đế tự mình đưa anh em họ Cao đến bờ sông Hoàng Hà, lệnh cho bọn họ trở về Tín Đô, Ký Châu , tụ tập người làng, tích cực chuẩn bị. Hiếu Trang Đế nâng chén rượu chỉ xuống nước, nói: "Anh em khanh là hào kiệt Ký Châu, có thể lệnh cho sĩ tốt tận lực. Kinh thành ví như có biến, khá vì trẫm mà vượt sông một chuyến!" Cao Cán rơi nước mắt nhận chiếu, Cao Ngao Tào rút kiếm ra múa, thề lấy cái chết để báo đáp ơn vua.

### Chiếm cứ Tín Đô, đầu hàng Cao Hoan
Tháng 12, Nhĩ Chu Triệu cầm đầu chư tướng họ Nhĩ Chu tiến vào Lạc Dương, bắt giết Hiếu Trang Đế, đưa Trường Quảng Vương Nguyên Diệp lên ngôi. Tháng 2 năm Phổ Thái thứ nhất (531), nhân Dĩnh Xuyên thiếu ngựa, Nhĩ Chu Triệu phái Giám quân Tôn Bạch Diêu đến Ký Châu, giả cách thu lấy ngựa trong dân gian, muốn đợi anh em họ Cao đưa ngựa đến, thì bắt lấy bọn họ.
Cao Cán biết được mưu ấy, lập tức cùng thái thú Hà Nội tiền nhiệm là Phong Long Chi bàn bạc, bí mật phái bộ hạ đến Tín Đô, chém chết Tôn Bạch Diêu. Anh em họ Cao khởi binh ở Tín Đô, để cử cha mình là Cao Dực làm vương, Cao Dực kiên quyết không nhận, bọn họ bèn đẩy Phong Long Chi lên làm Đại đô đốc, chủ trì mọi việc trong châu; đồng thời, thông cáo khắp các châu quận, cùng hợp sức thảo phạt họ Nhĩ Chu. Phong Long Chi sợ hãi muốn bỏ trốn, Cao Ngao Tào nổi giận, bạt đao nhắm vào ông ta, Phong Long Chi đành phải nhận lời.
Trong tháng ấy, Ân Châu thứ sử Nhĩ Chu Vũ Sinh đưa 5000 người tập kích Tín Đô, lặng lẽ đến dưới thành. Cao Ngao Tào không kịp mặc giáp, đưa hơn 10 kỵ binh ra nghênh chiến. Cao Cán ở trên thành dùng dây thừng đưa 500 người xuống tăng viện, nhưng đuổi theo chưa đến nơi thì trận đánh đã kết thúc, Nhĩ Chu Vũ Sinh đại bại chạy trốn, mọi người đều yên lòng.
Không lâu sau, Cao Cán và Phong Long Chi liên hệ với Tấn Châu thứ sử Cao Hoan cùng chống lại quân đội họ Nhĩ Chu, mở cửa thành nghênh tiếp ông ta. Cao Ngao Tào đang cướp đất ở bên ngoài, nghe được tin này, trong lòng bất mãn, cho rằng Cao Cán hèn yếu, bèn gởi về một cái quần đàn bà để làm nhục Cao Cán. Cao Hoan bèn phái con trưởng là Cao Trừng dùng lễ con cháu đến bái kiến, Cao Ngao Tào bèn cùng với Cao Trừng trở về gặp Cao Hoan.

### Đánh bại họ Nhĩ Chu
Tháng 6, Cao Hoan liên lạc với lực lượng chống lại họ Nhĩ Chu khắp nơi, ở Tín Đô khởi binh. Tháng 8, chư tướng họ Nhĩ Chu như Nhĩ Chu Trọng Viễn,… đưa quân thảo phạt Cao Hoan. Tháng 10, Cao Hoan ở Tín Đô lập Bột Hải thái thú, An Định Vương Nguyên Lãng làm vua, đổi niên hiệu là Trung Hưng. Nguyên Lãng lấy Cao Hoan làm Thừa tướng, Đô đốc trung ngoại chư quân sự, Cao Cán làm Thị trung, Tư không, Cao Ngao Tào làm Phiêu kỵ đại tướng quân, Nghi đồng tam tư, Ký Châu thứ sử.
Khi ấy chư tướng họ Nhĩ Chu liên quân chinh thảo Cao Hoan. Nhĩ Chu Triệu ra khỏi Tỉnh Hình, đóng quân ở Quảng A . Vào lúc đại quân họ Nhĩ Chu áp sát, Cao Hoan thi hành kế phản gián, khiến cho chư tướng họ Nhĩ Chu nghi kỵ lẫn nhau, các lộ binh mã quanh quẩn ở nơi đồng bằng, không chịu tiến lên. Cao Ngao Tào theo Cao Hoan giao chiến với Nhĩ Chu Triệu, đại phá ông ta ở Quảng A, bắt sống 5000 người. Cao Ngao Tào lại cùng với Cao Hoan thừa thắng nam hạ, tấn công Nghiệp Thành . Tương Châu thứ sử Lưu Đản đóng cửa thành cố thủ.
Tháng giêng năm Trung Hưng thứ hai (532), Cao Hoan công phá Nghiệp Thành, bắt Lưu Đản. Sau đó, Cao Ngao Tào đưa bộ khúc đến Lê Dương, lại theo Cao Hoan đánh Nhĩ Chu Triệu ở Hàn Lăng. Tháng 3 nhuận, Cao Ngao Tào đưa bộ khúc 3000 tướng sĩ, đều là người cùng làng như Vương Đào Thang, Đông Phương Lão, Hô Duyên Tộc, Lưu Quý Trân, Lưu Trường Địch, Hàn Nguyện,… hội họp với Cao Hoan.
Cao Hoan sau khi gặp bộ hạ của Cao Ngao Tào, nói với ông rằng: "Cao đô đốc thống soái đều là bộ đội người Hán, e rằng không nên việc, nay ta muốn cắt thêm 1000 tinh binh người Tiên Ti để trộn lẫn vào, ý nhà ngươi thế nào?" Ông đáp rằng: "Bộ khúc của Ngao Tào luyện tập đã lâu, chiến đấu không kém binh sĩ Tiên Ti, nay nếu trộn lẫn vào, sợ rằng khó dung hợp, thắng thì tranh công, thua thì đổ tội lẫn nhau, tôi nguyện chỉ huy bộ đội người Hán, không phiền ngài cho thêm nữa." Cao Hoan thấy lòng tin của ông rất vững vàng, nên đồng ý.
Sau chiến thắng Hàn Lăng, Cao Ngao Tào đóng quân ở Ký Châu, dược gia phong Thị trung, Khai phủ, tiến tước làm hầu, thực ấp 700 hộ.

### Kiến lập nhà Đông Ngụy
Tháng 3 năm Vĩnh Hi thứ hai (533), Cao Cán bị Bắc Ngụy Hiếu Vũ Đế giết chết. Hiếu Vũ Đế còn ngầm phái Từ Châu thứ sử Phan Thiệu Nghiệp đi giết Cao Ngao Tào. Khi ấy ông đã biết Cao Cán bị giết, bắt lấy Phan Thiệu Nghiệp ở giữa đường, tìm được sắc thư trong cổ áo khoác của ông ta. Cao Ngao Tào bèn đưa hơn 10 kỵ binh, chạy đến Tấn Dương đưa sắc thư cho Cao Hoan xem.
Tháng 6, Cao Hoan mượn danh nghĩa "thanh quân trắc", nhằm trị tội Hộc Tư Xuân vì đã xúi giục Hiếu Vũ Đế phản kháng, điều đại quân nam hạ, lấy em trai là Định Châu thứ sử Cao Sâm trấn thủ Tấn Dương, Cao Ngao Tào lĩnh binh làm tiền phong.
Ngày 29 tháng 6, Cao Hoan tiến vào Lạc Dương, Cao Ngao Tào đưa 500 kỵ binh khỏe đuổi theo Hiếu Vũ Đế đến Thiểm Tây, không kịp phải trở về.
Tháng 9, Cao Ngao Tào vẫn chinh phạt các châu ở khu vực Tam Kinh  không chịu quy phụ, đều bình định được.
Tháng 10, Cao Hoan tại Lạc Dương lập Thanh Hà Vương thế tử Nguyên Thiện Kiến làm vua, là Hiếu Tĩnh Đế, đổi niên hiệu là Thiên Bình, định đô ở Nghiệp Thành, sử gọi là Đông Ngụy. Cao Ngao Tào được phong làm Thị trung, Tư không. Ông vì anh trai Cao Cán chết khi đang giữ chức vị này, nên từ chối không nhận, tháng 2 năm sau chuyển sang nhậm chức Tư đồ.

### Tham gia chiến tranh Đông Ngụy – Tây Ngụy

#### Trận Tiểu Quan
Tháng 12 năm Thiên Bình thứ 3 (536) nhà Đông Ngụy, thừa tướng Cao Hoan chia quân 3 đường tấn công Tây Ngụy; lấy Cao Ngao Tào tấn công Thượng Lạc , Đại đô đốc Đậu Thái đánh Đồng Quan, tự mình đưa quân đến Bồ Phản .
Tháng giêng năm Đông Bình thứ 4, sau khi Cao Ngao Tào vượt sông Hoàng Hà, tế Hà Bá rằng: "Hà Bá là thần dưới nước, Cao Ngao Tào là hổ trên đất. Tôi đi qua chỗ của ngài, xin cùng say một trận."
Khi ấy đường núi hiểm trở, Cao Ngao Tào đưa quân từ Thương Sơn đi vòng mà tiến, không ai địch nổi, rồi đánh Thượng Lạc. Người Thượng Lạc là Đỗ Quật đầu hàng Cao Ngao Tào, ông dùng Đỗ Quật làm hướng đạo tiến hành đánh thành. Tướng giữ thành là Lạc Châu thứ sử Toàn Xí nhà Tây Ngụy cố thủ hơn 10 ngày, con trai ông ta Toàn Nguyên Lễ, Toàn Trọng Tuân đốc quân gắng sức chiến đấu. Không lâu sau, con mắt của Toàn Trọng Tuân bị thương, không thể tái chiến, Cao Ngao Tào chiếm được Thượng Lạc, bắt được Toàn Xí cùng vài mươi tướng soái. Ông lấy Đỗ Quật làm Lạc Châu thứ sử.
Cao Ngao Tào muốn tiến quân tấn công Lam Điền, thì được tin Đậu Thái thua trận, lại thêm Cao Hoan triệu ông trở về, cho phép ông bỏ lại quân đội ở Thượng Lạc. Cao Ngao Tào không nỡ bỏ rơi bộ hạ, gắng sức chiến đấu, đưa được toàn quân trở về. Sau khi trở về, ông được phong Quân tư, Đại đô đốc, thống lĩnh 76 đô đốc, cùng Tư không, Tây đạo đại hành đài Hầu Cảnh luyện quân ở Vũ Lao.

#### Trận Sa Uyển
Năm Thiên Bình thứ 4 (537) nhà Đông Ngụy, thừa tướng Cao Hoan đưa quân tấn công Tây Ngụy, nhằm tranh giành các khu vực Quan Trung, Hà Nam. Tháng 8, thừa tướng Vũ Văn Thái nhà Tây Ngụy soái 12 tướng lĩnh như Lý Bật,… tấn công Đông Ngụy, lấy Bắc Ung Châu thứ sử Vu Cẩn làm tiền phong, liên tiếp chiếm được Bàn Đậu , Hằng Nông , bắt được 8000 quân Đông Ngụy. Tháng 9 nhuận, Cao Hoan tự mình soái 20 vạn đại quân đánh thẳng vào Bồ Tân , tiến đến đóng ở phía tây Hứa Nguyên . Riêng Cao Ngao Tào soái 3 vạn quân tiến đánh Hà Nam. Khi ấy Quan Trung gặp nạn đói, Vũ Văn Thái có chưa đến 1 vạn quân, đóng quân ở Hằng Nông hơn 50 ngày, nghe tin Cao Hoan vượt sông, bèn đưa quân vào quan, Cao Ngao Tào liền đưa quân vây Hằng Nông.
Đầu tháng 10, Vũ Văn Thái đặt phục binh ở Sa Uyển , đánh bại quân Đông Ngụy. Cao Hoan đưa tàn quân vượt sông trốn về phương bắc, tổn thất 8 vạn sĩ tốt. Nửa tháng sau, quân Tây Ngụy lại tấn công Đông Ngụy, tiến thẳng đến Lạc Dương. Cao Ngao Tào nghe tin Cao Hoan thua trận, bèn giải vây, lui về bảo vệ Lạc Dương. Không lâu sau, Độc Cô Tín nhà Tây Ngụy đến Tân An, Cao Ngao Tào đành phải đưa quân lùi về phía bắc Hoàng Hà.

#### Trận Hà Kiều
Tháng 7 năm Nguyên Tượng thứ 1 (538) nhà Đông Ngụy, Đông Ngụy hưng binh tấn công Tây Ngụy, dùng Cao Ngao Tào cùng các tướng như Hầu Cảnh… lĩnh binh vây Kim Dung , Cao Hoan soái quân đi sau. Tướng giữ thành là Độc Cô Tín đóng cửa cố thủ. Hầu Cảnh cho bắn tên lửa, nhà cửa quan dân ở thành trong thành ngoài 10 phần chỉ còn 2, 3.
Vũ Văn Thái soái quân đông hạ, đến cứu Kim Dung, lệnh cho Khai phủ nghi đồng tam tư Lý Bật, Xa kỵ đại tướng quân Đạt Hề Vũ lĩnh 1000 người làm tiền phong. Tháng 8, Vũ Văn Thái đến Cốc Thành , tướng Đông Ngụy là Mạc Đa Lâu Thái Văn thua trận bị giết. Vũ Văn Thái đến bờ đông sông Triền, bức Hầu Cảnh phải nhân đêm tối giải vây Kim Dung mà chạy trốn.
Tại phía bắc Mang Sơn, Vũ Văn Thái dốc toàn quân tiến đánh Cao Ngao Tào. Nhân Cao Ngao Tào xem thường Vũ Văn Thái, chỉ huy bộ đội của mình áp sát trận địa của quân Tây Ngụy, Vũ Văn Thái tập trung tất cả bộ đội tinh nhuệ vây đánh, quân của Cao Ngao Tào chết sạch. Ông chỉ còn một mình một ngựa chạy thoát, đến thành nam Hà Dương.
Tướng giữ thành là Cao Vĩnh Nhạc, vốn có hiềm khích với ông, đóng cửa không cho vào. Cao Ngao Tào hét to gọi trên thành thả dây thừng xuống cũng không được, vung đao phá cửa thì truy binh đã đến nơi. Cao Ngao Tào đành trốn dưới cầu, truy binh thấy người hầu của ông cầm đai vàng, liền hỏi chỗ nấp của Cao Ngao Tào, người hầu chỉ cho họ. Ông biết không tránh được, ngẩng đầu nói to: "Đến đây! Cho các ngươi vị Khai quốc công!" Quân địch đến chém đầu ông mang đi. Khi ấy, ông được 48 tuổi.

## Sau khi mất
Cao Hoan nghe tin ông chết trận, mất hết hồn vía, phạt Cao Vĩnh Nhạc 200 trượng, truy tặng ông làm Sứ trì tiết, Thị trung, Đô đốc việc quân 5 châu Ký, Định, Thương, Doanh, Ân, Thái sư, Đại tư mã, Thái úy công, Lục thượng thư sự, Ký Châu thứ sử, thụy hiệu là Trung Vũ.
Con trưởng của ông là Cao Đột Kỵ thừa kế tước vị, nhưng lại mất sớm. Thừa tướng nhà Đông Ngụy là Cao Trừng (con trưởng của Cao Hoan) lệnh cho con trai thứ ba của ông là Cao Đạo Khoát thừa kế. Năm Hoàng Kiến thứ nhất (560) nhà Bắc Tề, Cao Ngao Tào được truy phong làm Vĩnh Xương Vương, Cao Đạo Khoát được thừa kế cả tước vị này. Năm Vũ Bình cuối cùng (576), Đạo Khoát được phong Khai phủ nghi đồng tam tư. Sau khi Bắc Chu diệt Bắc Tề, Đạo Khoát được phong Nghi đồng đại tướng quân. Trong những năm Khai Hoàng (581 – 600) nhà Tùy, Đạo Khoát mất khi đang ở chức Hoàng Châu thứ sử.
Vũ Văn Thái thưởng cho người giết ông 1 vạn tấm lụa, vì nguyên nhân kinh tế, mỗi năm trao cho một phần, đến 43 năm sau, khi nhà Bắc Chu mất vẫn chưa trao hết.
Về sau, Tây Ngụy trả đầu của ông về Đông Ngụy, mặt mũi vẫn tươi như còn sống. Dân gian Đông Ngụy lập miếu thờ Cao Ngao Tào nhiều không đếm xuể, những dật sự lưu truyền cũng vô số.

## Đánh giá

### Làm người cục cằn, giết người ngang nhiên
Cao Ngao Tào làm người hào hiệp nhưng cục cằn. Khi cùng với Hành đài Nhâm Tường, Ngự sử trung úy Lưu Quý, Dự Châu thứ sử Nghiêu Hùng, Ký Châu thứ sử Vạn Sĩ Lạc luyện binh ở Bắc Dự Châu, Cao Ngao Tào và Bắc Dự Châu thứ sử Trịnh Nghiêm Tổ chơi Ác sóc , Lưu Quý phái người triệu Trịnh Nghiêm Tổ bàn việc, Ngao Tào không để Trịnh đi, còn dùng gông để cùm sứ giả lại, sứ giả nói: "Cùm thì dễ, mở thì khó đấy." Ông nghe được lời ấy, liền rút đao chặt phăng đầu sứ giả, nói: "Có gì khó đâu!" Lưu Quý không dám làm gì ông.
Một ngày khác, Lưu Quý và Cao Ngao Tào ngồi với nhau, có người đến báo Hoàng Hà nổi sóng, rất nhiều dân công chết đuối. Lưu Quý vốn là người Tiên Ti, nói: "Bọn người Hán ấy đáng mấy đồng, mặc cho chúng chết." Cao Ngao Tào nghe vậy thì nổi giận, rút đao nhắm vào Lưu Quý mà chém, Lưu Quý ôm đầu chạy về quân doanh của mình. Ông lập tức hạ lệnh đánh trống tập hợp quân đội, chuẩn bị tấn công Lưu Quý. May được chư tướng là bọn Mặc Kỳ Lạc khuyên giải mãi mới thôi.

### Mã sóc vô song, Hạng Vũ tái thế
Cuối thời Bắc Ngụy, kỵ binh người Hồ của họ Nhĩ Chu không có đối thủ. Cao Ngao Tào ở Lạc Dương phá Nhĩ Chu Thế Long, ở Tín Đô đuổi Nhĩ Chu Vũ Sinh. Khi ấy, Cao Ngao Tào cưỡi ngựa đánh sóc tuyệt vời, không ai địch nổi, người đương thời xưng ông là Hạng Vũ tái thế.
Trong trận Hàn Lăng, vào lúc quân Cao Hoan núng thế, Cao Ngao Tào đưa hơn ngàn người đón đánh mạnh mẽ, cắt đôi quân địch. Nếu không có ông, trận ấy Cao Hoan phải chịu thất bại là chắc chắn.
Bấy giờ người Tiên Ti xem thường người Hán, chỉ khiếp sợ một mình Cao Ngao Tào. Cao Hoan ban bố hiệu lệnh cho bộ hạ, thường dùng tiếng Tiên Ti, nhưng chỉ cần Ngao Tào có mặt trong quân, lại đổi sang dùng tiếng Hán. Có một lần ông đến phủ thừa tướng, lính gác cửa không cho vào, ông liền giương cung bắn chết anh ta, Cao Hoan biết mà không hỏi.
Lúc Cao Ngao Tào vây Thượng Lạc, vì trúng tên lạc bị trọng thương, nói với bộ hạ: "Ta đem thân báo quốc, chết không ân hận, chỉ đáng tiếc rằng, không được nhìn thấy Quý Thức làm thứ sử." Sau này Cao Hoan biết được, lập tức phong Cao Quý Thức làm Tế Châu thứ sử.

## Gia quyến

### Phụ thân
Cha của Cao Ngao Tào là Cao Dực, tự Thứ Đồng, tính tình hào sảng hiệp nghĩa, được người làng kính trọng. Nhờ là cường hào ở vùng Sơn Đông  Cao Dực được phong làm Bột Hải thái thú, sau đổi làm Đông Dực Châu thứ sử, gia phong Trấn Đông tướng quân.
Khi Nhĩ Chu Triệu giết Hiếu Trang Đế, Cao Dực tụ tập binh mã bảo vệ quê nhà, nói với bốn con trai: "Hoàng thượng gặp hoạn nạn, là sỉ nhục của bề tôi; hoàng thượng chịu sỉ nhục, bề tôi chỉ có chết mà thôi. Nay quốc gia trong cơn nguy khốn, chính là lúc phá gia báo quốc." Không lâu thì mất. Năm Trung Hưng thứ nhất (531), được truy tặng Sứ trì tiết, Thị trung, Thái bảo, Lục thượng thư sự, Ký Châu thứ sử, thụy hiệu là Văn Tuyên.
Cao Dực có bốn con trai là Cán, Thận, Ngang và Quý Thức.

### Anh em
Anh cả Cao Ngao Tào là Cao Càn cũng là tướng nhà Bắc Ngụy, tham gia chống Nhĩ Chu Vinh rồi đi theo Cao Hoan. Vì trung thành với Cao Hoan nên bị Bắc Ngụy Hiếu Vũ Đế giết.
Anh thứ là Cao Thận, tự là Trọng Mật, yêu thích văn sử, chí hướng khác hẳn các anh em, từng giữ các chức vụ Thương Châu thứ sử, Đông Nam đạo hành đài thượng thư, thứ sử Quang Châu, gia phong Phiêu kỵ đại tướng quân, Nghi đồng tam ty. Cùng các anh theo giúp Cao Hoan, được thăng làm thị trung, Khai phủ, rồi thứ sử Duyện Châu, không lâu sau lại về kinh nhậm chức Ngự sử trung úy. Về sau, Cao Thận vì bất hòa với Cao Trừng, nên đầu hàng nhà Tây Ngụy.
Người em nhỏ là Cao Quý Thức (516 – 553), tự Tử Thông, có can đảm, khí phách như Cao Ngao Tào, trở thành tướng nhà Đông Ngụy và khai quốc công thần nhà Bắc Tề.

### Họ hàng
Họ Cao là một họ lớn ở Bắc triều. Cao Doãn (390 – 487), danh thần nhà Bắc Ngụy là em họ của Cao Dực. Ông nội của Cao Ngao Tào là Cao Di có ba con trai, Cao Dực là con thứ 3.
Con trai của anh cả Cao Dực là Cao Vĩnh Nhạc, làm quan đến Vệ tướng quân, hữu quang lộc đại phu, Ký Châu đại trung chính, sau làm Bác Lăng thái thú, tự sát mà chết. Con trai của Vĩnh Nhạc là Cao Trường Mệnh đã từng theo Cao Ngao Tào chống lại Nhĩ Chu Thế Long ở cửa Đại Hạ của Lạc Dương vào năm Vĩnh An thứ 3 (530), được thụ phong Quang lộc đại phu. Cao Hoan trước sau đã phong Trường Mệnh làm Ung Châu thứ sử, Hoài Dương huyện nam, Yên Lăng huyện bá. Năm Vũ Định thứ 5 (548), Trường Mệnh chinh thảo Hầu Cảnh bị giết, được truy tặng Ký Châu thứ sử. Năm 1973, trong quần thể các ngôi mộ của dòng họ Cao ở huyện Cảnh, phát hiện mộ của Cao Trường Mệnh.
Con trai của anh thứ Cao Dực là Cao Duyên Bá từng nhậm các chức vụ Trung tán đại phu, An Châu thứ sử, được phong Vạn Niên huyện nam, Năm Thiên Bảo thứ nhất (550) nhà Bắc Tề, được gia phong Chinh Tây tướng quân, thăng làm tử tước, sau khi mất được truy tặng Thái phủ thiếu khanh.